# Пак Чон Вон Августин
Пак Чон Вон Августин или Августин Пак (кор. 박종원 아우구스티노, по сист. Конц. Пак Чон Вон Аугусытхино, 1793 г., Сеул, Корея — 31.01.1840 г., Сеул, Корея) — святой Римско-Католической Церкви, мученик.

## Биография
Был женат на Варваре Ко Сун И. Августин Пак Чон Вон занимался катехизацией среди новообращенных корейцев, крестил детей, участвовал в материальной и духовной поддержке миссионеров из Западной Европы. Во время гонений на христиан в Корее укрывал в своём доме преследуемых верующих.
Был арестован 26 октября 1839 года и подвергнут неоднократным жестоким пыткам. Перед смертью увиделся со своей женой Варварой Ко Сун И, которая тоже была арестована из-за своей веры. Был казнён 31 января 1840 года недалеко от Сеула вместе с другими пятью католиками Петром Хон, Магдаленой Сон, Агатой Ли, Марией Ли и Агатой Квон.

## Прославление
5 июля 1925 года был причислен к лику блаженных Римским папой Пием XI, 6 мая 1984 года был причислен к лику святых вместе с другими 103 корейскими мучениками Римским папой Иоанном Павлом II.
День памяти в Католической церкви — 20 сентября.